# 청주 덕천사
덕천사는 충청북도 청주시 상당구에 있다. 2015년 4월 17일 청주시의 향토유적 제27호로 지정되었다.

## 개요
1672년 유희령, 유흥룡, 우신언, 정응창의 위패를 봉안하기 위해 세운 서원이다.